# A2 (映画)
『A2』（エーツー）は、2001年制作の日本のドキュメンタリー映画。森達也監督による、オウム真理教（宗教団体アレフ）を扱った作品で、『A』の続編である。

## 概要
アレフ広報部長に就任した荒木浩が前作『A』に引き続き出演する。他に上祐史浩、広末晃敏、村岡達子、河野義行らが登場する。
PSIを装着し以前より目が虚ろになった荒木浩との再会に始まり、活動を続けるアレフ信者らと地域住民の対立や融和、当事者となった信者自身から語られる団体規制法の引き金となった暴行監禁容疑事件の顛末、右翼デモの思惑とマスコミ報道のズレなどが描かれている。
試写会、および山形国際ドキュメンタリー映画祭の段階では、麻原彰晃の三女と同行した森が、三女が世間から危険視される責任の所在について警察官とやりとりし、それを見た三女と別の警察官が笑うシーンがあったが、一般公開ではカットされた。後に再編集することもプロデューサーの安岡卓治から提案されたが、興行が不調であったことから立ち消えになった。
2016年、森達也監督の新作『FAKE』の公開にあわせて、『A2 完全版』が公開された。
キャッチコピーは“世界はもっとゆたかだし、人はもっとやさしい”。

## スタッフ
- 製作 - 安岡卓治[7][2]
- 監督 - 森達也[7][2]
- 撮影 - 森達也、安岡卓治[7][2]
- 編集 - 森達也、安岡卓治[7][2]
- 製作協力 - 杣澤佳枝、小堀陽太、真貝源太、丹羽順子、安藤陽子、大宮浩一、山崎陽一[7]
- 協力 - Y2カンパニー、神奈川県維新協議会、宗教団体アレフ[7]

## 評価
山形国際ドキュメンタリー映画祭で市民賞・審査員特別賞を受賞。
宗教学者の櫻井義秀は、「A2」に見られる信者と地域住民との交流は限定的で稀有な事例で、時期、状況、アクターと言った要素を捨象して「心の交流」を打ち出すには問題のコンテキストに注意が払われていないとし、反対運動についても、隣に教団が越してきた住民が、不安を抱えギリギリの判断を下すことにも共感すべきところがあると示唆する。
批評家の東浩紀は、すぐれたドキュメンタリーだとして「1990年代後半に社会環境の急激な悪化を経験した日本では、いまとりわけ極端に現れている。震災にオウム、少年犯罪、絶えず囁かれる経済危機の影に疲れ果てたこの国の市民は、少しでも危険なものや不審なものがあると、すぐに耐えられなくなってしまうからだ。社会全体に余裕がなくなっているのである。」「森はこの作品のテーマとして、「世界はもっと豊かだし、人はもっと優しい」というフレーズを挙げた。しかし実際に『A2』が映し出すのは、その逆の方向に向かう現実だ。」と述べている。